# Белоярск (Алтайский край)
Белоя́рск — упразднённый рабочий посёлок в подчинении городского округа Новоалтайск Алтайского края России. В 2003 году включен в состав города Новоалтайска и исключен из учётных данных.

## География
Расположен в северной части города Новоалтайска. Входит в Белоярский район города Новоалтайска (к этому району также относится бывший посёлок Токарёво).

## История
Белоярск был основан в 1717 году как острог на правом берегу Оби Г. Кузьминым. Начало Белоярску положила Белоярская крепость, которая просуществовала до 1763 года, затем за ненадобностью была разобрана.
Точное местоположение крепости не установлено, на этот счёт существуют разные точки зрения. Доктор исторических наук, заведующий кафедрой археологии, этнографии и музеологии АлтГУ Александр Тишкин считает, что местом строительства крепости был Велижановский елбан. По мнению краеведа Валерия Полянина она стояла «на высоком белом яру на Оби напротив нынешнего Барнаула». Сегодня это место находится в пределах современного Белоярского района.
Весной 1717 г. по приказу сибирского губернатора князя М. П. Гагарина кузнецким воеводой Б. А. Синявиным была начата подготовка по строительству крепостей в Барнаульско-Бийском Приобье. Практически все остроги обязаны были выделить людей на строительство крепостей. Мобилизовались и крестьяне из многих деревень, подведомственных Кузнецкому острогу (Уманский А. П., 1999, с. 3-16).
Кузнецкий городской голова конных городовых казаков дворянин Иван Максюков являлся командиром отряда строителей. Иван Максюков, опытный полководец, руководил многими походами против ойратов и телеутов, командовал в нескольких боевых столкновениях, занимался сбором ясака с северных алтайцев (Уманский А. П., 1980, с. 175, 177,178).
Из-за высокой военной угрозы отряд для строительства крепости собрали довольно внушительный. Он насчитывал около 750 человек и состоял из 150 кузнецких служилых людей (в основном это были конные и пешие городовые казаки, но сюда же включались и пушкари), 10 служилых абинских татар (кузнецких татар), 20 подгородних (выезжих) телеутов, 104 беломестных казаков, казачьих детей, оброчных крестьян и тюлеберских татар ведомства Мунгатского острога, меретские крестьяне, собранные Г. Винтовкиным. (Уманский А. П., 1999, с. 14-15; Булыгин Ю. С., 1997, с. 12). Уже на месте строительства крепости с отрядом И. Максюкова соединилась группа беломестных казаков и оброчных крестьян из Бердского острога, возглавляемая сыном боярским Тимофеем Безсоновым в количестве 260 человек (Булыгин Ю. С., 1996, с. 44; Миненко Н. А., 1990). Белоярская крепость являлась важным звеном в первой Кузнецкой оборонительной линии (1738—1745 гг.) Казаки Белоярской крепости несли службу на оборонительной дистанции Белоярская крепость — устье реки Чумыш (67 вёрст) и на дистанции Белоярская крепость устье реки Чарыш (120 вёрст) В 1730 году в Белоярске был построен Православный храм святых Петра и Павла. Он просуществовал более ста лет, пережил три пожара и окончательно сгорел зимой 1958 года.
Историк Г. Ф. Миллер в 1734 году о белоярской крепости:
«Белоярская крепость была построена в 1717 году посланными сюда кузнецкими казаками. Расположена примерно в 120 верстах ниже Бикатунской крепости по прямой дороге на северо-восточном берегу Оби, который здесь очень высок и состоит из белой глины, от чего и крепость получила своё название. От Кузнецка досюда 268 верст. Положение крепости очень благоприятное. С двух сторон она окружена Обью, которая здесь делает поворот, а с третьей — болотами, маленькими озёрами и разливами Оби в этой низменной местности.
Сооружение состоит из четырёхугольного палисада, каждая сторона которого в 20 саженей, с боевыми башнями по углам и ещё с башней над воротами крепости со стороны, где к ней есть подход. Эти башни имеют артиллерию из 2 трехфунтовых и 3 маленьких железных пушек, калибр которых не указан. Снаружи с одной стороны перед воротами поставлены рогатки. Дом приказчика, // (л. 16 об.) судная изба и магазины — единственные здания в крепости.
Однако вне её, внизу возле реки, построено много частных домов вместе с церковью, посвященной святым апостолам Петру и Павлу. Вокруг них, от берега реки до вышеуказанного низкого обводненного места, протянута обводная деревянная стена из положенных друг на друга бревен и вбитых между ними кольев. Жители — большей частью беломестные казаки, которые одновременно служат гарнизоном крепости.
К дистрикту Белоярска относятся 34 деревни, часть которых расположена выше и ниже крепости на северо-восточном берегу Оби и на впадающих в неё здесь маленьких речках, а другая, большая, часть — на обоих берегах реки Чумыш, от её устья и на 120 верст от Оби по суше. Устье реки Чумыш находится на расстоянии примерно 50—60 верст от Белоярска.
Тогульская, вниз вдоль реки Чумыш вплоть до расположенных на этой реке русских деревень, относящихся к Белоярску. В первой 39, а во второй 31 плательщик ясака. Последние получили своё название от речки Тогул, впадающей с востока в Чумыш; выше неё в Таганской волости в Чумыш впадает с той же стороны другая речка, под названием Улкелеп. Немного тогулов живёт также на реке Абе смешанно с русскими».
Из доклада воеводы Кузнецка майор А. Шапошников:
«В 1738—1745 гг. старая Кузнецкая линия состояла из трех дистанций (термин „дистанция“ в тот период официально не употреблялся). Первая дистанция (134 версты) находилась между Малышевской слободой и Белоярским острогом. Конные разъезды драгун и казаков выходили из двух опорных пунктов навстречу друг другу и встречались на полпути в Касмалинской деревне на реке Обь. Каждый разъезд проходил примерно по 67 верст в одну сторону, не считая обратного пути. Вторая дистанция — Белоярский острог — Бийский острог, расстояние 241 верста. Оба разъезды съезжались на устье реки Чарыша. Соответственно, они проходили в одну сторону не менее 120 верст. В летнее время существовала и третья дистанция между Бикатунским острогом и Новиковской деревней (70 верст) и далее вплоть до Кузедеевского караула (точный маршрут разъезда в документе не указан)».
Реконструкция крепости
Алтайский краевой общественный благотворительный фонд «Сердолик» запустил проект «Реконструкция и музеефикация Белоярской крепости» по восстановлению Белоярской крепости и получил 2 156 250 рублей из Фонда президентских грантов. Предполагается, что в итоге в Новоалтайске будет создан экскурсионно-туристический музей под открытым небом «Белоярская крепость». Общая стоимость проекта — 5 212 380 рублей.
16 ноября 2021 года в Белоярской крепости произошёл пожар, в результате которого сильно пострадала одна из двух деревянных башен. Башня получила серьёзные наружные и внутренние повреждения и нуждается в ремонте.
С 1925 по 1932 год село Белоярское являлось административным центром Белоярского района.
В 1959 году село Белоярск преобразовано в рабочий посёлок.

## Население
| 1859    | 1911  | 1926  | 1959  | 1970  | 1979    | 1989    |
| ------- | ----- | ----- | ----- | ----- | ------- | ------- |
| 525     | ↗2564 | ↗3992 | ↗6961 | ↗9379 | ↗10 020 | ↗10 630 |
| 2002    |       |       |       |       |         |         |
| ↗10 818 |       |       |       |       |         |         |

## Экономика
В микрорайоне расположен Белоярский мачтопропиточный завод, эвакуированный в 1941 году из Днепропетровска. Большая часть населения посёлка работает в Новоалтайске и Барнауле.
В Белоярске располагается гидрогеологическая экспедиция 15-го района.

## Транспорт
Через Белоярск проходят Турксиб и Южсиб, расположено четыре остановочных пункта. С северо-восточной стороны вблизи проходит федеральная автотрасса Р256 «Чуйский тракт» и берёт начало региональная трасса Новоалтайск — Заринск

## Известные люди, связанные с Белоярском
- Шангин, Пётр Иванович (1741—1816) — русский краевед, геолог и ботаник.
- Шахов, Феликс Николаевич (1894—1971) — советский геолог, член-корреспондент АН СССР (1958).
- Мерзликин, Леонид Семёнович (1935—1995) — поэт, член Союза писателей России.